# Beril Dedeoğlu
Hatice Beril Dedeoğlu, née le 9 décembre 1961 à Ankara (Turquie) et morte le 13 mars 2019, est une femme politique turque.

## Biographie
Hatice Beril Dedeoğlu est née à Ankara en 1961 et est diplômée du lycée Galatasaray à Istanbul. Elle a ensuite obtenu son diplôme du département des relations internationales de la faculté des sciences économiques de l'université d'Istanbul. En plus de sa carrière universitaire, elle travaille comme chroniqueuse en relations internationales pour les journaux Star et Today's Zaman, après avoir travaillé pour les journaux Zaman, Agos et Yeni Şafak. 
Dedeoğlu a commencé sa carrière en tant qu'assistante du professeur Esat Çam. Elle travaille au département des relations internationales de l'Université Galatasaray depuis 1995. Elle est devenue docente en 1999 et professeure en 2005. [2] En 2005, elle a été nommée à la direction du département des relations internationales de la faculté d'économie et de sciences administratives de l'université Galatasaray. Elle a brièvement donné des conférences à l'Université Kadir Has et continue à donner des conférences à l'Université Aydın d'Istanbul et à l'Université Gaziantep Hasan Kalyoncu. 
Elle est l'auteur de plusieurs livres et articles de journaux et a participé à plusieurs journaux télévisés sur les chaînes de télévision Samanyolu Haber et TRT Haber. 
Le 6 février 2012, elle a été nommée au Conseil de l'enseignement supérieur (YÖK) par le président Abdullah Gül pour un mandat de quatre ans.
Le 28 février 2019, elle est victime d'une hémorragie cérébrale et emmenée en soins intensifs à l'hôpital Florence Nightingale d'Istanbul, où elle subit une opération. Elle décède finalement à l'âge de 57 ans, le 13 mars 2019. Le 15 mars 2019, elle est enterrée au cimetière militaire d'Edirnekapı après sa prière funéraire dirigée par le mufti d'Istanbul, Hasan Kâmil Yılmaz, à la Mosquée Fatih et une cérémonie de commémoration tenue à l'université Galatasaray. 